# بالش مرگ
بالش مرگ (انگلیسی: Pillow of Death) (1945) آخرین فیلم‌های رمز و راز داخلی خلوتگاه بود. ستاره‌های فیلم لون چ انی، جونیور و برندا جویس، توسط والاس فاکس کارگردانی شد، و بر اساس یک داستان توسط دوایت V. باب کاک. «خلوتگاه درونی» حق رای دادن با یک سری رادیویی محبوب و همه پسر ستاره فیلم لون چ انی را سرچشمه گرفته است. این تنها ورود در این مجموعه به توزیع با معرفی شده توسط سر منتزع را در یک توپ کریستال، و همچنین به عنوان تنها یکی از ویژگی‌های شخصیت‌های کمیک به-کمک به کاهش تون تیره و تار بود.